# Charles Aznavour (Compagno)
 (mars 2025).
Albums de Charles Aznavour
Del mio amare te
(1975) Un Natale un po' speciale
(1978)
Charles Aznavour (Compagno) (Camarade) est le 8e album studio italien de Charles Aznavour, il est sorti en 1978.
Cet album présente des réenregistrements des titres Ci si risveglierà (2e version), Ho vissuto (2e version) et Come uno stupido (2e version).

## Liste des chansons
| 1. | Compagno (Camarade)                               | Jacques Plante / Charles Aznavour, Adapt. Giorgio Calabrese                   | 03:16 |
| 2. | Ci si risveglierà (2e version) (On se réveillera) | Charles Aznavour / Georges Garvarentz, Adapt. Giorgio Calabrese               | 03:48 |
| 3. | Insieme (It's heaven)                             | Charles Aznavour - Sheila Miller / Charles Aznavour, Adapt. Giorgio Calabrese | 04:08 |
| 4. | Ho vissuto (2e version) (J'ai vécu)               | Charles Aznavour, Adapt. Giorgio Calabrese                                    | 03:29 |
| 5. | Donne d'oggi (Les filles d'aujourd'hui)           | Charles Aznavour, Adapt. Giorgio Calabrese                                    | 03:16 |

| 6.  | Prima della guerra (Avant la guerre)          | Charles Aznavour, Adapt. Giorgio Calabrese                      | 03:00 |
| 7.  | Merdavigliosa età (Mes emmerdes)              | Charles Aznavour, Adapt. Giorgio Calabrese                      | 03:31 |
| 8.  | Ciao, solo ciao (Ciao mon coeur)              | Charles Aznavour / Georges Garvarentz, Adapt. Giorgio Calabrese | 02:19 |
| 9.  | Per golosità (Par gourmandise)                | Charles Aznavour, Adapt. Giorgio Calabrese                      | 03:15 |
| 10. | Come uno stupido (2e version) (Me voilà seul) | Charles Aznavour / Georges Garvarentz, Adapt. Giorgio Calabrese | 04:53 |